# Masque Venturi
Pour les articles homonymes, voir Masque (homonymie) et Venturi.

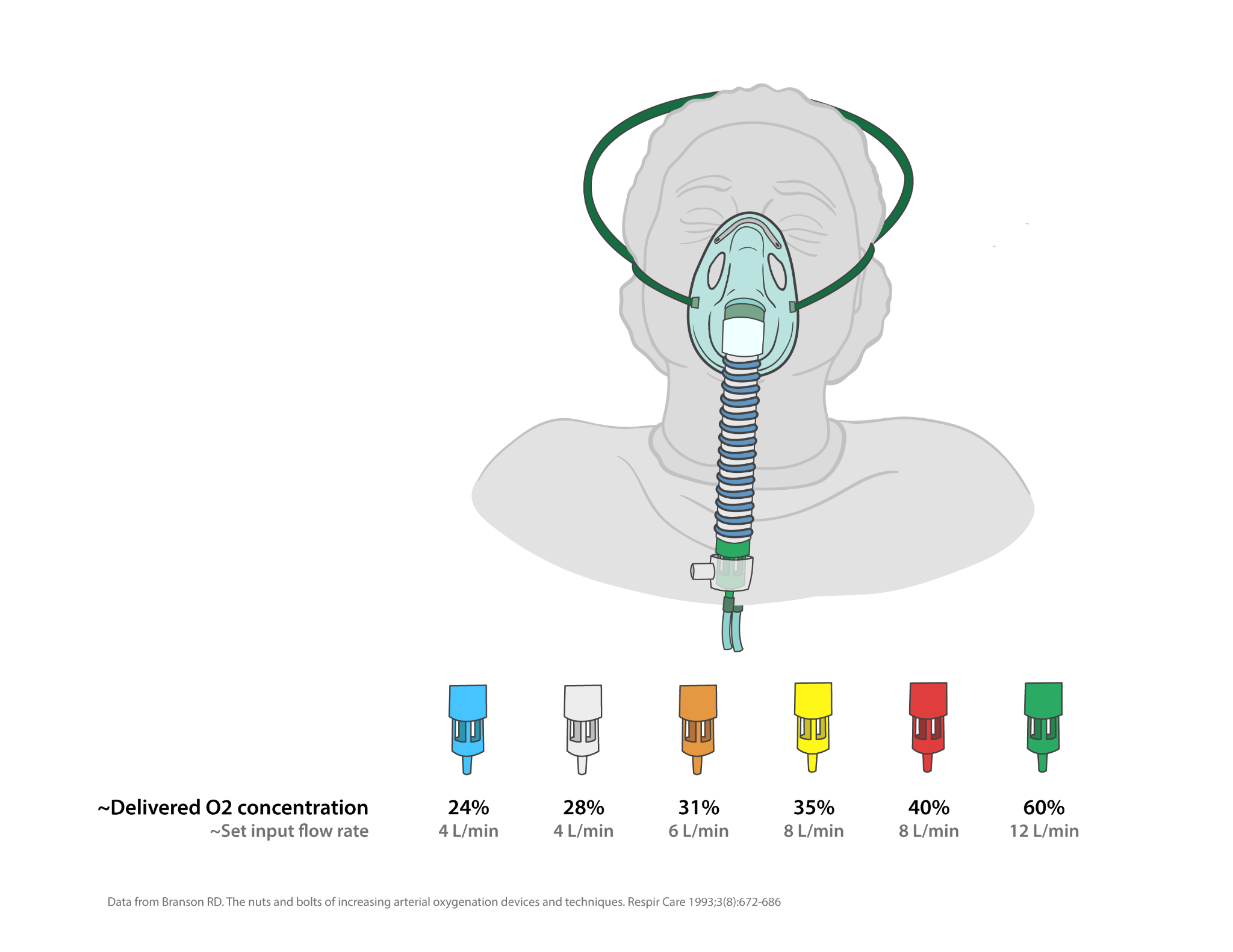
Illustration schématisée d'un masque venturi et différentes concentrations d'oxygène proposées.

Le masque Venturi, également appelé masque à entraînement d'air, est un dispositif médical permettant de délivrer une concentration d'oxygène déterminée aux patients sous oxygénothérapie,. Le masque a été inventé par Moran Campbell à la faculté de médecine de l'Université McMaster.

## Mécanisme
Les masques Venturi sont considérés comme des appareils d'oxygénothérapie à haut débit. En effet, les masques venturi sont capables de fournir un débit inspiratoire total à une FiO2 spécifiée au traitement des patients. Les kits comprennent généralement plusieurs jets, qui sont généralement codés par couleur, afin de définir la FiO2 souhaitée.
D'autres marques de masques ont un accessoire rotatif qui contrôle la fenêtre d'entraînement d'air, affectant la concentration d'oxygène. Ce système est souvent utilisé avec des nébuliseurs à entraînement d'air pour fournir une humidification et une oxygénothérapie.
Le mécanisme d'action est généralement cité à tort comme dépendant de l' effet venturi. Bien qu'il n'y ait aucune preuve de cela, de nombreux manuels et articles de revues citent ce mécanisme. Cependant, un système d'administration d'oxygène à performance fixe, bien qu'il soit souvent appelé masque venturi, fonctionne sur le principe du mélange de jets,.

## Problèmes de débit
Les masques d'entraînement d'air, bien que considérés comme des systèmes à haut débit, ne sont pas toujours en mesure de garantir le débit total avec des pourcentages d'oxygène supérieurs à 35 % chez les patients ayant des demandes de débit inspiratoire élevées. Le problème avec les systèmes d'entraînement d'air est que lorsque la FiO 2 augmente, le rapport air/oxygène diminue. Par exemple, pour 30 %, le rapport est de huit parts d'air pour une part d'oxygène.
Pour 40 %, le rapport diminue à 3:1. Étant donné que les jets des masques venturi limitent généralement le débit d'oxygène à 12 à 15 litres par minute, le débit total diminue à mesure que le rapport diminue.
À un débit d'oxygène de 12 litres par minute et un réglage de 30 % de FiO2, le débit total serait de 108 L/min. À un réglage de 40 % de FiO2, le débit total diminuerait à 48 L/min.